# Wildschade

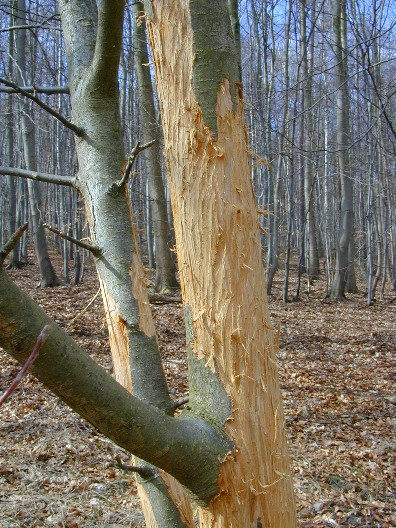
Door herten aangevreten bast van wilg

Wildschade ontstaat door het aanvreten van economisch belangrijke planten door het wild. Bij gebrek aan voedsel, zoals bij droogte of in de herfst en winter, kan meer schade ontstaan bij gewassen in de landbouw, tuinbouw en bosbouw. Ergens op de Veluwe werd ooit een monumentale beukenlaan door wild ernstig beschadigd.

## Bosbouw
In de bosbouw kan het wild schade toebrengen door het vreten aan de bast van bomen, het afvreten van loten en het afvreten van jonge bomen en struiken. Door voorkeur voor bepaalde planten kan verarming van de vegetatie optreden of juist verrijking. In een gemengd eiken beukenbos kan bij een te hoge wilddruk op den duur een monocultuur van beuken overblijven.

## Land- en tuinbouw
Ook boeren kunnen wildschade oplopen, die vooral veroorzaakt kan worden door met name de kolgans, de grauwe gans en wilde zwijnen. Ganzen brengen door het foerageren op grasland niet alleen door het vreten schade, maar ook door vervuiling met hun uitwerpselen. Wilde zwijnen kunnen de grasmat vernielen en ook aan mais schade toebrengen door op zoek naar larven, engerlingen en andere insecten.
Houtduiven kunnen schade aanbrengen door het aanvreten van koolplanten en het opvreten van rijpe akkerbouwerwten.
Zwarte kraaien kunnen landbouwplastic beschadigen en ook worden jonge maïsplanten de grond uitgetrokken.
Ook roeken kunnen schade geven.
Vossen kunnen schade aan pluimvee toebrengen als dit niet achter een afrastering wordt gehouden, maar ook schade voorkomen door schade veroorzakende vogels (zoals fazanten) te vangen of verjagen.

### Faunafonds
Voor boeren en tuinders bestaat er een mogelijkheid om hun schade te verhalen op de overheid. Hiervoor is het faunafonds in het leven geroepen. Om in aanmerking te komen voor schadevergoeding moet de schade op tijd bepaald worden. De wildschadecommissie zal in het algemeen de schade bepalen.

## Voorkomen van schade
Door het nemen van gepaste maatregelen moeten boeren en tuinders schade voorkomen. Deze kunnen zijn het verjagen met afschrikmiddelen, het afrasteren van percelen of verjagen of afschot door jagers. Voor dit laatste moet bij beschermd wild een vergunning aangevraagd worden. Overigens is een jachthouder wettelijk verplicht door de Flora- en faunawet (artikel 37) om wildschade in zijn jachtveld te voorkomen. Ook kan bijvoederen helpen ter voorkoming van schade.